# Trizodes polioxysta
Trizodes polioxysta là một loài bướm đêm trong họ Geometridae.